# Symphysanodon rhax
Symphysanodon rhax är en fiskart som beskrevs av Anderson och Springer 2005. Symphysanodon rhax ingår i släktet Symphysanodon och familjen Symphysanodontidae. Inga underarter finns listade i Catalogue of Life.